# 莫瑞斯 (小説)
《莫瑞斯》（英語：Maurice）是一部寫于1913年的英國小説，作者是爱德华·摩根·福斯特。這部小説一直到1971年才得以出版。這部小説描述了20世紀初，在英國發生的同性戀的愛情傳記。這部小説是卓越的，因爲它以一種浪漫而有趣的方式描述了一部同性戀的不朽之作，而這連作者自己都不相信。在他的手稿中，他曾質問道“出版，值得嗎？”讓莫瑞斯區別于其他同時代的同性戀小説的地方是故事情節和故事中三個主角，作爲三個不同階級、不同個性的男性的代表。

## 情节
14岁的莫瑞斯·霍尔，在进入公学之前，与他的预科老师本·杜西讨论性与女人的问题。这一幕为小说的其余部分定下了基调，因为莫瑞斯觉得他是不会结婚的。
在大学里，莫瑞斯与同学克莱夫·德拉姆成了朋友，后者把古希腊关于同性爱情的著作介绍给他，并和他建立起谨慎而坚定的伙伴关系，莫瑞斯希望从他们的依恋中得到更多，但克莱夫娶了一个女人，声称自己是异性恋者。
莫瑞斯很伤心，他成了一个股票经纪人，业余时间帮助经营一个基督教会为伦敦东区工人阶级男孩开办的拳击馆。其实在克莱夫的影响下，他早已放弃了基督教信仰。
他预约了催眠师拉斯克·琼斯先生，给自己治病。琼斯将他的病情称为"先天性同性恋"，称治愈的成功率为50%。显然催眠失败了。
莫瑞斯受邀在德拉姆家作客。起初他没有注意到年轻的仆人阿列克·斯卡德，但是他注意到了莫瑞斯。一天晚上，莫瑞斯向窗外心碎地叫喊“来吧”，阿列克认为莫瑞斯在呼唤他，从梯子爬进窗户，两人一起过夜。
他们一起过了第一夜以后，莫瑞斯惊慌失措，拒绝回复阿列克的信。由于他这样对待阿列克，后者威胁要敲诈莫瑞斯。莫瑞斯又去找拉斯克·琼斯。他知道治疗失败，告诉莫瑞斯考虑搬到同性关系合法的国家，例如法国或意大利。莫瑞斯想知道在英国是否会接受同性关系，拉斯克·琼斯回答道：“我表示怀疑。英国总是不愿意接受人性。”
莫瑞斯和阿列克在伦敦大英博物馆会面，讨论所谓的敲诈。很明显，他们彼此相爱了，莫瑞斯第一次叫他阿列克。
在一起又过了一晚之后，阿列克告诉莫瑞斯，他正在办理移民到阿根廷，不会再回来。莫瑞斯要求阿列克留在他身边，并表明他愿意放弃社会地位，以及上层阶级地位。阿列克不接受这个提议。莫瑞斯在最初的怨恨之后，决定告别阿列克。当他发现阿列克不在港口，匆忙赶去德拉姆庄园，两个恋人曾经会面的船屋。他找到了阿列克，后者推测莫瑞斯已收到发到他住所的电报。阿列克改变了主意，打算和莫瑞斯在一起，告诉他，不会再分手了。
莫瑞斯拜访了克莱夫，讲了和阿列克的事。克莱夫无语，表示无法理解。莫瑞斯离开他，去和阿列克在一起，克莱夫再也没有见到他。

### 原稿的结尾
在原稿中，福斯特写了关于莫瑞斯和阿列克后来命运的尾声，后来因为不受欢迎而放弃了。在阿宾格版本中还有保留。尾声说到几年后，妹妹吉蒂见到了莫瑞斯，他和阿列克现在成了伐木工。吉蒂突然明白她哥哥为什么失踪了。这一部分强调吉蒂对她的哥哥感到极度的厌恶。尾声结束于莫瑞斯和阿列克在一天的结束躺在一起，讨论见到吉蒂的事，决定搬走，避免被发现或再次见面。

## 电影
在1987年由墨臣艾禾里製片改編成同名電影。